# Bacino Black Warrior
Il  bacino Black Warrior è un bacino strutturale sedimentario situato nella parte occidentale dell'Alabama e in quella settentrionale del Mississippi, negli Stati Uniti d'America.
Il suo nome deriva dal fiume Black Warrior e viene sfruttato per la produzione di carbone e metano da carbone, oltre che per il petrolio e il gas naturale. In particolare la produzione di metano da carbone è la più antica degli Stati Uniti; il metano viene estratto dalla formazione Pottsville che risale al periodo Pennsylvaniano.

## Caratteristiche
Il bacino Black Warrior era un bacino di avampaese durante l'orogenesi Ouachita, attivatasi il Pennsylvaniano e il Permiano. Il bacino ha ricevuto sedimenti anche dall'orogenesi alleganiana, sempre nel corso del Pennsylvaniano. Il margine occidentale del bacino giace al di sotto dei sedimenti mississipiani dove è contiguo al bacino Arkoma della parte settentrionale dell'Arkansas e nordorientale dell'Oklahoma. La regione era un ambiente di piattaforma continentale quiescente all'inizio del Paleozoico, tra il Permiano e il Mississipiano, quando si ebbe la deposizione di arenaria, shale, calcare, dolomite e selce.